# Leyla Mammadbeyova
Leyla Mammadbeyova (en azéri : Leyla Ələsgər qızı Məmmədbəyova ; septembre 1909, Bakou – juillet 1989, Bakou) fut la première aviatrice azerbaïdjanaise. Elle était également le premier pilote féminin en Europe du Sud et en Asie de l'Ouest.

## Carrière
Leyla Mammadbeyova reçut un entraînement d'aviatrice professionnelle au club aérien de Bakou, en Azerbaïdjan soviétique, et vola pour la première fois en 1931. Elle poursuivit ses études à l'école d'aviation de Moscou en 1932. Le 17 mars 1933, elle devient la deuxième femme parachutiste de l'Union soviétique (après Nina Kamneva (es)), après avoir sauté d'un Polikarpov Po-2, sur le terrain d'aviation de Touchino, à Moscou. En 1934, elle remporte la compétition de saut en parachute organisée entre les représentants des nations sud-caucasiennes. En 1941, elle est chef d'escadrille de l'armée soviétique.
Leyla Mammadbeyova poursuivit sa carrière comme pilote et instructrice au club aérien de Bakou. Elle n'eut pas le droit de combattre lors de la Seconde Guerre mondiale, ayant alors la charge de quatre enfants (elle en eut six en tout). En dépit de la fermeture du club aérien, due à la guerre, elle parvient à lancer des cours de planeur et de parachutisme par elle-même, durant lesquels elle entraîna des centaines de pilotes de combat et environ 4 000 commandos parachutistes. Deux de ses étudiants devinrent par la suite héros de l'Union soviétique. Leyla Mammadbeyova vola pour la dernière fois en 1949, avant de devenir vice-présidente de la branche de Bakou du DOSAAF jusqu'en 1961.
Son fils aîné, Firudin, combattit lors de la Seconde Guerre mondiale, et son plus jeune fils Xanlar lors de la Guerre du Haut-Karabagh, tous les deux en tant que pilotes de combat.
Leyla Mammadbeyova devint une légende vivante avant même ses 30 ans. Son courage et ses talents furent célébrés à travers les médias et l'art. Son personnage inspira l'œuvre littéraire de Mikhayil Mushfig (Afşan, 1933 et Şöylə, 1934) et Samed Vurgun (Leyla, 1935), ainsi que le film Ismet (réalisé par Mikayil Mikayilov en 1934). En 1995, un documentaire sur sa vie et sa carrière, Leyla, fut réalisé par Nazim Rza İsrafiloğlu (az) pour « Azərbaycantelefilm ».

## Sources et références
- (en) Cet article est partiellement ou en totalité issu de l’article de Wikipédia en anglais intitulé « Leyla Mammadbeyova » (voir la liste des auteurs).

1. 1 2 3  (ru) La propriétaire du ciel, par I.Gadirova. Nash Vek. 7 mai 2004. Consulté le 6 juin 2007.
2. ↑  (az) AzTV / Nos films : Leyla.